# Батурино (деревня, Холм-Жирковский район)
Батурино — деревня в Холм-Жирковском районе Смоленской области России. Входит в состав Батуринского сельского поселения. Население — 21 житель (2007 год). 
Расположена в северной части области в 45 км к северо-западу от Холм-Жирковского, в 9 км юго-восточнее автодороги Р136 Смоленск — Нелидово. В 29 км восточнее деревни расположена железнодорожная станция Никитинка на линии Дурово — Владимирский Тупик.

## История
Батурино. Оно известно с 1522 г. как сельцо Ветлицкого стана Великого княжества Литовского. По преданию, сельцо основали переселенцы с Украины, которые и назвали его по имени своей станицы.
В 1801 г. Г. Майданович построил в Батурине Преображенскую церковь с двумя приделами. В 1861 г. село стало центром Батуринской волости из 33 селений. В 1900 г. здесь было открыто земское училище.
В центре села установлены обелиски воинам-сибирякам 9-й Гвардейской дивизии и односельчанам, погибшим в Великую Отечественную войну. Недалеко от села находится до-славянское городище.